# Patrullero Fluvial PAF III
Los "P"atrulleros de "A"poyo "F"luvial/ PAF-I/II/III, son una clase de buques fluviales, pesadamente artillados y construidos por Cotecmar para la la Armada de Colombia. Se fabrican desde 1997 (aunque nacieron con el nombre de "Nodriza fluvial") y ya existen tres generaciones con sus debidas mejoras.

## Descripción
Los buques tipo PAF forman parte del concepto de un buque de tipo fluvial, altamente protegido y especialmente artillado para operar en corrientes de agua con mínimo 1 metro de profundidad. Ya existe una tercera generación de patrulleros fluviales artillados, siendo su primer y segunda generación buques de pruebas sobre la validez de la idea.
Estos buques están especializados en la lucha no convencional, tanto en ríos como en las costas. 

### Armamento
Posee 4 casamatas artilladas guiadas con el sistema designador láser optrónico JEYUR con sistemas HRTV y FLIR.

## Asignaciones
Su misión es el patrullaje fluvial, pero posee la capacidad de poder llevar a cabo misiones tanto en bajamar como en altamar, y puede llevar una compañía de infantes de marina en su interior (unos 150 soldados), además puede ser desplegado como buque cisterna para las lanchas artilladas de tipo piraña, más pequeñas; lo que le proporciona una alta flexibilidad operativa al buque.

## Historial operativo
En diciembre de 2008, un grupo de elementos de combate fluvial en operaciones en el río Atrato dio de baja al ejército nacional guevarista, rindiéndose los últimos guerrilleros de este grupo. El 11 de junio de 2006 fue botada la primera nave del tipo PAF-III y en los primeros días de julio entró en combate, atacando la Columna Móvil Teófilo Forero de la guerrilla de las FARC.

## Variantes
Para la actualidad se han construido, sumando diferentes generaciones, 10 buques.
PAF-I
Construidas 2 unidades:
- NF-607 ARC SSCIM Senen Alberto Araujo
- NF-608 ARC CPCIM Guillermo Londoño Vargas

PAF-II
Construidas 2 unidades:
- NF-610 ARC TNCIM. Mario Alonso Villegas
- NF-611 ARC TECIM Tony Pastrana Contreras

PAF-III
Construidas 4 unidades:
- NF-612 ARC CTCIM Jorge Moreno Salazar
- NF-613 ARC TEFIM Juan Ricardo Oyola Vera
- NF-614 ARC TECIM Freddy Alexander Pérez Rodríguez
- NF-615 ARC TECIM Edic Cristian Reyes Holguín

PAF-L
Construidas 2 unidades:
- NF-616 ARC TECIM Alejandro Ledesma Ortiz
- NF-617 ARC Harrys Tous Castaño
- NF-618 ARC ???
- NF-619 ARC CTCIM Cristian Rangel Hernández